# Yves Veyrier
Pour les articles homonymes, voir Veyrier.
 (novembre 2020).
Yves Veyrier, né le 13 mai 1958 à Hussein-Dey (Algérie), est un ingénieur et syndicaliste français.
Il est secrétaire général de Force ouvrière de 2018 à 2022, date à laquelle il est remplacé par Frédéric Souillot. Il est également vice-président du Comité de la liberté syndicale de l'Organisation internationale du travail depuis 2009.

## Biographie
Yves Veyrier est né le 13 mai 1958 à Hussein Dey (Algérie).  
En juin 1976, il obtient son Baccalauréat Scientifique (série C). Il commence des études universitaires d’histoire (1977), avant de travailler un an comme ouvrier dans le secteur de l’agroalimentaire (cave de champagne à Reims, usine de betterave sucrière dans les Ardennes) et le secteur agricole (élevage ovin dans l’Aveyron). 
En septembre 1978, il reprend ses études en classes préparatoires (Mathématiques supérieures et spéciales) à Reims avant d’intégrer l’école d’Ingénieur des Travaux de la Météorologie en 1981, dont il sortira diplômé en décembre 1984. 

## Parcours syndical
Au sein de la Météorologie nationale (devenue Météo France), Yves Veyrier s'engage au sein du syndicat Force ouvrière (Syndicat National des Ingénieurs et Techniciens de la Météorologie) et en devient un responsable dès 1985. En 1989, il sera un des leaders syndicaux durant une grève importante des services de la Météo. En 1995, il devient secrétaire de la fédération FO de l’Équipement, des Transports et des Services jusqu’en 2004 quand il sera élu au bureau confédéral. Il y prendra en charge le secteur de l’International et de l’Europe. Il porte alors la voix de la confédération au sein de la CISL (Confédération internationale des syndicats libres) tout au long du processus de constitution de la CSI (Confédération syndicale internationale) en 2006. Au sein de la CES (Confédération européenne des syndicats) il conduit l’action de FO, critique quant au projet de traité de Constitution de l’Union européenne (référendum en France en 2005). En 2010 il prendra en charge le secteur de la Presse et de la Communication ainsi que le dossier de l’informatisation (Internet et Intranet). 

### Engagement international
Devenu un expert[réf. nécessaire] des normes internationales du travail, Yves Veyrier est consulté sur les enjeux internationaux du travail[réf. nécessaire] tant au plan normatif que prospectif. Dès 2004 il œuvre au sein de l'Organisation internationale du travail y représentant Force ouvrière, aux côtés de Marc Blondel, alors membre du Conseil d’administration de l’OIT. Au départ de Marc Blondel, il est élu membre du groupe des travailleurs au sein de ce même Conseil d’administration de l’OIT de 2008 à 2014, puis désigné, sur proposition de la CSI (Confédération syndicale internationale) et du groupe des travailleurs, membre suppléant depuis 2014. Il sera porte-parole du groupe des travailleurs au sein de la Commission de la Conférence internationale du travail sur diverses commissions de la Conférence internationale du travail (CIT) : celle du protocole à la Convention fondamentale 29 sur le travail forcé (juin 2014), qu’il conduit à l’adoption du protocole à la quasi-unanimité de la CIT après deux années de négociations difficiles avec les employeurs et les gouvernements ; celle de l’application des normes (juin 2015) en pleine crise interne à l’OIT, ou encore la première discussion récurrente sur les principes et droits fondamentaux au travail (juin 2012).

### Engagement dans la vie de la cité et pour les droits de l'Homme
Yves Veyrier a été membre du Conseil économique, social et environnemental (CESE) de 2007 à 2015 où il a exercé plusieurs missions allant de conseiller (rapporteur d’un avis sur L'Union européenne et ses relations de voisinage) , président du groupe FO et Président de la section des Affaires européennes et internationales[réf. nécessaire] de 2010 à 2015[source insuffisante]. C’est à ce titre qu’il prend l’initiative d’une assemblée plénière consacrée au débat sur un avis relatif à la COP 21 (Conférence des parties sur le climat) où il invite à intervenir le représentant spécial des Nations unies, le directeur général de l’OMM (Organisation mondiale de la météorologie), le directeur général de l’OIT ainsi que les ministres chargés du dossier, Laurent Fabius et Ségolène Royal[pertinence contestée]. 
Il est également un membre actif au sein de la Commission nationale consultative des droits de l'homme (CNCDH), l'Institution nationale des droits de l'Homme française accréditée auprès des Nations unies[réf. nécessaire].